# Frida Linde
Frida Birgitta Johanna Linde, född 19 december 1990 i Täby, är en svensk friidrottare (mångkamp). Hon tävlar för Mölndals AIK. Hon vann SM-guld i sjukamp år 2009.

## Personliga rekord
| Utomhus - 100 meter – 14,71 (Huddinge 8 juni 2013) - 200 meter – 25,39 (Ostrava, Tjeckien 13 juli 2007) - 800 meter – 2:15,78 (Szczecin, Polen 28 juni 2009) - 100 meter häck – 14,05 (Göteborg 29 juni 2008) - 100 meter häck – 14,29 (Visby 9 juni 2007) - 400 meter häck – 1:00,99 (Vasa, Finland 22 augusti 2009) - Höjd – 1,71 (Huddinge 6 juni 2006) - Höjd – 1,70 (Jyväskylä, Finland 7 juni 2008) - Höjd – 1,70 (Visby 9 juni 2007) - Längd – 5,70 (Ostrava, Tjeckien 14 juli 2007) - Längd – 5,73 (medvind) (Varberg 19 maj 2013) - Kula – 12,67 (Karlskrona 16 augusti 2009) - Kula – 12,60 (Varberg 18 maj 2013) - Spjut – 45,56 (Jyväskylä, Finland 8 juni 2008) - Sjukamp – 5 542 (Jyväskylä, Finland 8 juni 2008) - Sjukamp U18 – 5 432 (Ostrava, Tjeckien 14 juli 2007) | Inomhus - 60 meter – 7,99 (Göteborg 3 mars 2012) - 200 meter – 25,52 (Göteborg 24 februari 2007) - 800 meter – 2:22,21 (Stockholm 7 mars 2010) - 60 meter häck – 8,57 (Malmö 24 februari 2008) - 60 meter häck – 8,75 (Stockholm 21 februari 2008) - Höjd – 1,66 (Malmö 24 januari 2010) - Längd – 5,67 (Karlskrona 16 januari 2010) - Kula – 12,91 (Göteborg 12 februari 2012) - Femkamp – 3 931 (Sätra 7 mars 2010) |

### Fotnoter
1. ↑  ”SM i mångkamp 2009”. proteamonline.se. Arkiverad från originalet den 1 oktober 2011. https://web.archive.org/web/20111001085540/http://www.proteamonline.se/storage/customers/978/editor/mangkamp_sm2009_resultat.pdf. Läst 1 maj 2013.
2. ↑  ”SM mångkamp 2008, resultat” (htm). lerumfriidrott.se. Arkiverad från originalet den 17 januari 2018. https://web.archive.org/web/20180117115520/http://www.lerumfriidrott.se/resultat/08/080316.htm. Läst 6 april 2015.
3. ↑  ”SM mångkamp 2010, resultat”. friidrott.se. Arkiverad från originalet den 2 juli 2012. https://web.archive.org/web/20120702174258/http://www.friidrott.se/tavling/sfifarr/ismhep10/resultat.aspx. Läst 20 juli 2012.
4. 1 2 3 4 5 6 7 8 9 10 11 12 13 14 15 16 17 18 19 20 21 22  ”Personsida på AllAthletics”. all-athletics.com. Arkiverad från originalet den 30 april 2016. https://web.archive.org/web/20160430235820/http://www.all-athletics.com/node/148536. Läst 28 oktober 2016.
5. ↑  Sveriges befolkning 2000, Version 1.03, Sveriges Släktforskarförbund: Linde, Frida Birgitta Johanna
6. 1 2 3 4 5 6 7 8 9 10  ”Personsida på IAAF:s webbplats”. iaaf.org. https://www.iaaf.org/athletes/sweden/frida-linde-236224. Läst 28 oktober 2016.